# Feriados no Quênia
Esta é uma lista dos feriados oficiais do Quênia.
No Quênia, quando algum feriado cai no domingo, ele é também comemorado feriado na segunda-feira
| Data           | Feriado | Observação                                                 |
| 1º de janeiro  | Confraternização Universal                                                                                    |                                                            |
|                | |                                                            |
|                | |                                                            |
|                | |                                                            |
|                | |                                                            |
| 1º de Junho    | Mandaraka Day                                                                                                 | Comemoração da proclamação da independência do país        |
| 10 de Outubro  | Was Moi |                                                            |
| 20 de Outubro  | Dia de Jomo Kenyatta                                                                                          | Comemoração ao considerado pai fundador do Estado Queniano |
| 04 de novembro | Dia da vitória do candidato Barack Obama(descendente de queniano) a presidência dos Estados Unidos da América |                                                            |
| 12 de Dezembro | Dia da República Queniana                                                                                     |                                                            |
| 25 de Dezembro | Natal |                                                            |
| 26 de Dezembro | Boxing Day |                                                            |

Em 2023, o governo queniano anunciou um feriado especial em 13 de novembro, como dia nacional da plantação, parte do plano de plantar 15 000 milhões de árvores até 2032.